# Perry Farrell
Peretz Bernstein (Queens, Nueva York, 29 de marzo de 1959), más conocido profesionalmente como Perry Farrell es uno de los pioneros del llamado rock alternativo, principalmente por ser fundador de la banda Jane's Addiction. También es conocido por ser el creador del festival "Lollapalooza".

## Biografía
Perry Farrell formó su primera banda Psi-Com, en Los Ángeles, un grupo de rock gótico en una escena en la que afloraban grupos como Black Flag o Fishbone. Alrededor de 1985 deja Psi Com y funda Jane's Addiction, que se disuelve en 1991, antes de participar en el primer Lollapalooza; Perry Farrell se involucra en el festival, que sigue en activo hasta 1997, forma Porno for Pyros, grabando dos discos. El show de los Pyros es mucho más teatral, incluyendo tragafuegos y bailarinas. La principal bailarina de estos shows es su mujer, Etty.
Tras la reciente reunión de Jane's que trajo un nuevo disco y una gira, Farrell tiene un nuevo grupo, enfocado también hacia el espectáculo teatral, The Satellite Party.
En 2010 participó haciendo un dueto para el segundo álbum solista de Andy Bell (cantante de Erasure).